# Малайски тапир
Малайският тапир (Tapirus indicus) е най-едрият вид от род тапири. Освен това той се различава от останалите 3 вида по това, че обитава Азия, докато всички останали видове се срещат в Централна и Южна Америка.

## Ареал
Малайският тапир обитава тропическите гори на Югоизточна Азия. Ареалът му обхваща части от Мианмар, Тайланд, п-в Малака и остров Суматра. Видът се е съхранил само в една тясна ивица в посока север-юг, започваща от района на границата между Тайланд и Мианмар и стигащ на юг до Суматра. Малайските тапири се срещат предимно в най-гъстите части на горите. Тези животни обикновено живеят постоянно в дъждовните гори, но при тапирите от Тайланд и Мианмар има чести случаи на миграции. По време на сухия период, малайските тапири обитават низините, а през дъждовния мигрират в планинските райони. Както и останалите видове, този вид също се среща в близост до вода, най-често реки или блата.

## Външен вид
Малайският тапир е по-едър от южноамериканските си събратя. Възрастните мъжки достигат дължина 1,6- 2,1 метра и тегло обикновено между 200 и 280 кг, но отделни индивиди достигат и до 320 кг. Най-големият известен тапир от този вид е тежал 540 кг.
Забележително при малайските тапири е тяхната уникална окраска, която около главата и крайниците е черна до тъмносива, а по гърба и отстрани – бяла. Тази необикновена кожа е направила тези животни чест обект на бракониерите, които избиват малайските тапири именно заради ценната им кожа. В резултат на това популацията на вида е намаляла критично.
Малайските тапири се отличават със слабо зрение, което обаче се компенсира с добре развитите слух и обоняние.

## Размножаване
Размножителният период при тези животни започва през дъждовния период. Обикновено е съпроводен с различни звуци. Счита се, че чрез този звук женските тапири търсят мъжките, а не обратното, както се смяташе. Бременността продължава между 390 и 407 дни, след което женската ражда едно малко.

## Застрашена популация
Малайските тапири присъстват в световната червена книга на защитените видове като застрашен от изчезване ареал. Заради ценната си кожа много тапири са били избити. Днес тези животни живеят само в труднодостъпни планински местности и са критично малко на брой.